# IC 882
IC 882 је спирална галаксија у сазвјежђу Береникина коса која се налази на листи објеката дубоког неба у Индекс каталогу.
Деклинација објекта је + 15° 53' 53" а ректасцензија 13h 20m 7,0s. Привидна величина (магнитуда) објекта IC 882 износи 14,1 а фотографска магнитуда 14,9. IC 882 је још познат и под ознакама MCG 3-34-17, CGCG 101-27, PGC 46508.